# ニホニウム
ニホニウム（英: nihonium）は、原子番号113の元素。元素記号は Nh。超ウラン元素で、278Nhの平均寿命は2ミリ秒であることがわかっている。
これは日本人のグループ、森田グループが発見した元素である。新元素を発見、また命名したのは日本であり、アジア初となる。2025年（令和7年）現在、周期表に正式追加された最新の元素の1つである。正式名称が決まるまではウンウントリウムと呼ばれていた。

## 名称
発見国である日本国（）にちなんだ名称である。
2016年（平成28年）11月に正式名称が決定するまでは、暫定的に IUPAC の系統的命名法に則りウンウントリウム（記号Uut）と呼ばれていた。発表前はジャポニウム（英: japonium）あるいはジャパニウム （英: japanium）と予想されていた（#元素名の候補を参照）。
周期表で第13族元素に属し、タリウムの下に位置するため「エカタリウム」と呼ばれることもある。

## 歴史

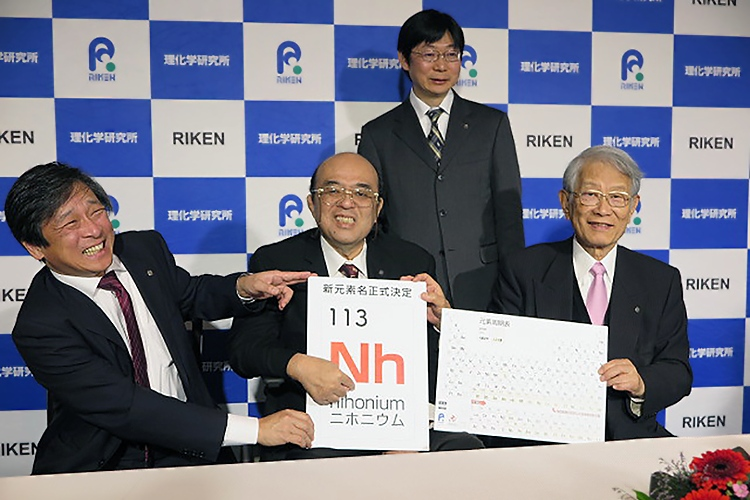
2016年（平成28年）12月1日、113番元素の名称正式決定を受け記者会見する九州大学大学院理学研究院の教授の森田浩介（中央）と理化学研究所の理事長の松本紘（右）、仁科加速器研究センターのセンター長の延與秀人（左）、超重元素分析装置チームリーダー森本幸司（奥）

2003年（平成15年）8月、ロシアのドゥブナ合同原子核研究所とアメリカのローレンス・リバモア国立研究所による合同研究チームがアメリシウムとカルシウムから115番元素の元素合成に成功し、翌2004年2月、そのα崩壊の過程で0.48秒間、113番元素を観測したと発表したが、当時は113番元素についての命名権は得られなかった。
{\displaystyle \,_{20}^{48}\mathrm {Ca} +\,_{95}^{243}\mathrm {Am} \to \,_{115}^{288,287}\mathrm {Mc} \to \,_{113}^{284,283}\mathrm {Nh} }
2004年（平成16年）9月28日に日本の理化学研究所は、森田浩介博士らの率いるグループがRIビームファクトリーの線形加速器RILACを用いて光速の10%（約30,000km/s）にまで加速した70Zn（亜鉛）を209Bi（ビスマス）に衝突させることで「113番元素」の合成に成功したと発表した。
{\displaystyle \,_{30}^{70}\mathrm {Zn} +\,_{83}^{209}\mathrm {Bi} \to \,_{113}^{278}\mathrm {Nh} ^{*}\to \,_{113}^{278}\mathrm {Nh} +\,_{0}^{1}\mathrm {n} }
この実験は80日間にわたって、2.8×1012 個/秒（1秒間に2.8兆個）の亜鉛原子核をビスマス原子核に約 1.7×1019 回照射した。生成した113番元素の原子核は344マイクロ秒 (3.44×10−4 s) でα崩壊し、レントゲニウムの同位体となったのを、同年7月23日に検出している。また2005年4月2日に同じ方法で行った合成で2個目の例を検出した。
2006年（平成18年）6月には、ドゥブナ合同原子核研究所とローレンス・リバモア国立研究所による合同研究チームが、ネプツニウムとカルシウムから113番元素の合成に成功したと発表している。
2009年（平成21年）にはドゥブナ合同原子核研究所やアメリカのオークリッジ国立研究所などによるバークリウムとカルシウムから117番元素を元素合成する共同研究において、その崩壊過程で113番元素を検出している。
2012年（平成24年）9月27日、理化学研究所は3個目の合成を発表した。278Uutが6回のα崩壊を経て254Mdとなる崩壊系列の確認に初めて成功した。前回までの2例では4回目のα崩壊で生じる262Dbが自発核分裂してしまったが、今回はα崩壊（確率は2/3）し、次の258Lrもα崩壊で254Mdとなるのを観測できたため、合成した原子核が113番元素だと証明できた。
{\displaystyle {\begin{aligned}&\,_{113}^{278}\mathrm {Nh} \to \,_{111}^{274}\mathrm {Rg} \to \,_{109}^{270}\mathrm {Mt} \to \,_{107}^{266}\mathrm {Bh} \\&\to \,_{105}^{262}\mathrm {Db} \to \,_{103}^{258}\mathrm {Lr} \to \,_{101}^{254}\mathrm {Md} \end{aligned}}}
複数の発見者（命名権獲得）候補があったが、2015年（平成27年）12月30日（日本時間31日早朝）、IUPAC評議会は延期していた、発見報告のある118番までの未発見元素4つについて認定することを発表し、理化学研究所が3個の113番元素の合成および証明に成功したことから、2015年（平成27年）12月30日（日本時間31日早朝）、IUPAC評議会により理化学研究所の研究グループに113番元素の命名権が与えられた。研究グループは名称案を2016年（平成28年）3月18日にIUPACに提出し、2016年（平成28年）6月8日に「nihonium（ニホニウム）」（元素記号：Nh）と言う名称案が発表され、約5か月間にわたり一般からの意見を公募してパブリックレビューを受けた上で、2016年（平成28年）11月30日にニホニウムに正式に決定となった。

### 命名権獲得までの経緯
理化学研究所のチームが、ロシアのドゥブナ合同原子核研究所およびアメリカのローレンス・リバモア国立研究所、オークリッジ国立研究所による合同研究チームと命名権を争うこととなり、その行方が注目されていた。
理化学研究所のチームは2004年（平成16年）7月23日と2005年（平成17年）4月2日の2回の合成をもって2006年（平成18年）と2007年（平成19年）に合同作業部会に申請したが、認定は見送られている。同チームはその後2008年（平成20年）から2009年（平成21年）にかけての実験で、崩壊過程で生じる266Bhの存在をより確実にすることで証拠を補強した。しかし2011年（平成23年）1月に発表された、国際純正・応用化学連合 (IUPAC) と国際純粋・応用物理学連合 (IUPAP) の113から116および118番元素についての合同作業部会の報告書でも、113番元素の認定は見送られている。その一方で米露のグループは114番元素と116番元素の発見を認定されている。これは理化学研究所のような確実な証拠が無くとも充分な状況証拠があれば命名権が得られる前例となり、理化学研究所にとっては逆風となった。
理化学研究所のチームは2012年（平成24年）の合同作業部会にも申請しており、その審議中の8月12日に3個目の生成に成功している。レントゲニウムは重イオン研究所が3個目の生成後に命名権を得ているため、命名権を獲得できる可能性が高まった。この年の申請は5月に締め切られており、追加の証拠という形で受理はされたものの、直ちに認定とはならなかった。さらに何回か生成と崩壊系列を確認すれば命名権がより確実になるものの、必要な設備は動かすのに数百万円から数十億円かかり、容易ではなかった。一方で翌年の2013年（平成25年）には米露のグループも状況証拠のみで命名権を満たす程度の充分なデータを揃えており、もし前年に理化学研究所が3例目の証拠を提出していなければこの時点で米露のグループが命名権を得ていた可能性が高かったと関係者は見ている。
2015年（平成27年）8月のIUPAC評議会では認定および命名権の付与が検討されたものの決定が延期となっており、同年12月30日（日本時間31日早朝）にようやく認定に至った。

### 承認の背景
114から118番元素まではいずれもアクチノイドをターゲットにした励起エネルギーの高い「熱い核融合」により、合成に成功したグループに命名権が与えられている。この手法は、重い原子核を材料とするため成功率は高いが、必然的に中性子を多く含むため自発核分裂を生じやすく、『崩壊系列が、既知の核種に到達すること』という発見の大原則を達成できず、状況証拠どまりとなりがちだった。
一方、113番元素において理化学研究所は、中程度の重さの原子核同士を材料とする「冷たい核融合（コールドフュージョン）」により、自発核分裂を起こさず既知の核種に崩壊系列が繋がる、確実な証拠を得ることに成功した。

### 元素名の候補
理化学研究所の新元素合成実験は1990年代後半に「ジャポニウム計画」と名付けられ、以来実施されてきた経緯があり、113番元素の名称についても「ジャポニウム」（元素記号：Jp、Jn）もしくは「ジャパニウム」という名称が最有力とみられていたが、結果的に除外された。2016年（平成28年）6月8日には前述のとおり同研究所のチームがIUPACに提出した名称案は「ニホニウム」（元素記号：Nh）であることが公表された。
なお、この他には同研究所所在地の和光市から「ワコニウム」、和光市の旧地名でもある大和町から「ヤマトニウム」、物理学者の仁科芳雄にちなむ「ニシナニウム」などの候補も挙がっていた。また「ニッポニウム」（元素記号：Np）は、43番元素として一度命名されたものの取り消された、レニウムを巡る過去の経緯から混乱を避けるため採用できないルールとなっており、除外されていた。

#### ネイチャー誌上での予想
イギリスの科学雑誌『ネイチャー』はブログ版「The Sceptical Chymist」で専門家による元素名の予想をオッズ付きで行なっており、このページでは上記の候補の他に、天照大神にちなんだ「Amaterasium（）」や、煙々羅にちなんだ「Enenraium（）」、ゴジラにちなんだ「Godzillium（）」なども候補に挙がっていた。

#### 理化学研究所の発表
2016年（平成28年）6月8日、理化学研究所は113番元素の新名称として「nihonium（）」（元素記号：Nh）と命名する案を発表した。

### 正式決定
国際純正・応用化学連合 (IUPAC) は2016年（平成28年）11月30日、113番元素の名称について日本側の提案通りに「nihonium（）」（元素記号：Nh）と決定したことを発表した。
2017年（平成29年）3月14日、日本学士院会館にて皇太子徳仁親王臨席の下でニホニウム命名記念式典が挙行され、IUPACのナタリア・タラソバ会長が命名を宣言した。

## 同位体
| 核種  | 半減期     | 崩壊モード | 発見年 | 反応式         |
| ----- | ---------- | ---------- | ------ | -------------- |
| 278Nh | 0.24ミリ秒 | α          | 2004   | 209Bi(70Zn,n)  |
| 282Nh | 70ミリ秒   | α          | 2006   | 237Np(48Ca,3n) |
| 283Nh | 0.10秒     | α          | 2003   | 287Mc(—,α)     |
| 284Nh | 0.48秒     | α, EC      | 2003   | 288Mc(—,α)     |
| 285Nh | 5.5秒      | α          | 2009   | 293Ts(—,2α)    |
| 286Nh | 20秒       | α          | 2009   | 294Ts(—,2α)    |
| 287Nh | 20分?      | α, SF ?    | 未発見 | —              |

ニホニウムには安定同位体がなく、天然には存在しない。2つの原子核の融合によって合成するか、より重い原子核の崩壊を観察することによって、いくつかの放射性同位体が実験的に得られている。質量数278および282から286の同位体が発見されており、これらはすべてα崩壊によって崩壊するが、284Nh は電子捕獲も起こす可能性がある。

### 安定性と半減期

原子番号112、中性子数178付近で理論的に予測されている安定の島を描いた3Dグラフ

命名までに発見されたニホニウムの同位体はすべて寿命が短いが、それでも重い同位体のほうが軽いものよりも安定な傾向にある。発見報告のあるうちで、もっとも長命な同位体はもっとも重い同位体でもある 286Nh（半減期20秒）である。285Nh も半減期1秒を超えると報告されている。284Nh と 283Nh はそれぞれ0.48秒と0.10秒の半減期を有する。282Nh の半減期は70ミリ秒、既知の最も軽い同位体の 278Nh は半減期も最も短く0.24ミリ秒である。未発見のさらに重い同位体はもっと安定していると予測されており、例えば 287Nh は約20分の半減期が予測されており、この長さは 286Nh のものよりも2桁大きい。
ニホニウム同位体のα崩壊半減期の理論的推定値は、実験データとよく一致している。未発見の同位体 293Nh が最も安定な同位体でβ崩壊すると予測されているが、既知のニホニウムの同位体にベータ崩壊するものはまだ知られていない。
原子核の安定性は最も重い原生核種を持つプルトニウム以降の原子番号では急激に低下し、原子番号102以上の核種は 268Db を除いてすべて半減期が1日未満となっている。にもかかわらず、原子番号110のダームスタチウムから114のフレロビウムまでの間では安定性がわずかに上がる現象が見られる。はっきりとした理由は未だに解明されていないものの、この概念は核物理学において魔法数と呼ばれる法則に基づく「安定の島」として知られており、カリフォルニア大学のグレン・シーボーグ教授によって、超重元素が予想よりも長い原子番号・質量数の範囲に渡って存在していることを説明するために提唱されたものである。

## その他

### 理研新元素発見記念事業（ニホニウム通り）

理化学研究所の西門前に設置されたニホニウムの大型プレート（埼玉県和光市、2018年4月撮影）

理化学研究所のチームによる「ニホニウム」発見を受けて、同研究所がある埼玉県和光市では「理研新元素発見記念事業」に着手し、和光市駅から同研究所（西門前）までの道路約1.1キロメートル (km) をシンボルロード「ニホニウム通り」として整備すると2016年（平成28年）11月30日に発表した。
その後、2018年（平成30年）度末までにこの道路の歩道〈MAP〉に原子番号1番から118番までの元素記号が描かれた路面プレート118枚（一辺30センチメートル (cm)、約10 m間隔で路面に設置）と113番ニホニウムの元素記号「Nh」が描かれた大型プレート1枚（一辺120 cm、同研究所西門前に設置）の設置が完了し、市民が理化学に触れることができる歩行者空間を形成。また、理化学研究所から寄贈された記念碑を和光市駅前に設置する他、いくつかのモニュメントや通り名標識等が通り沿いに設置されている。

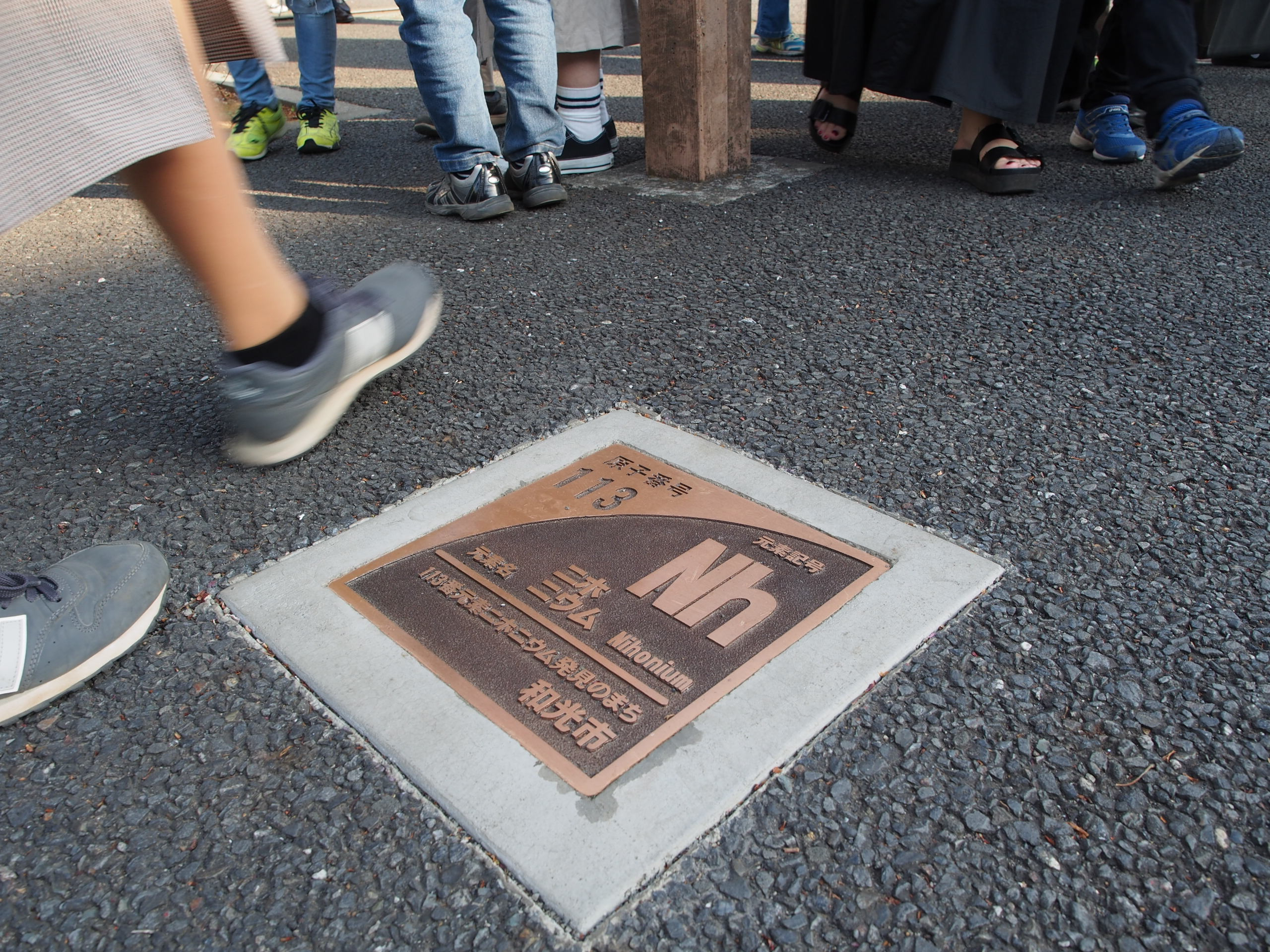
ニホニウムの路面プレート
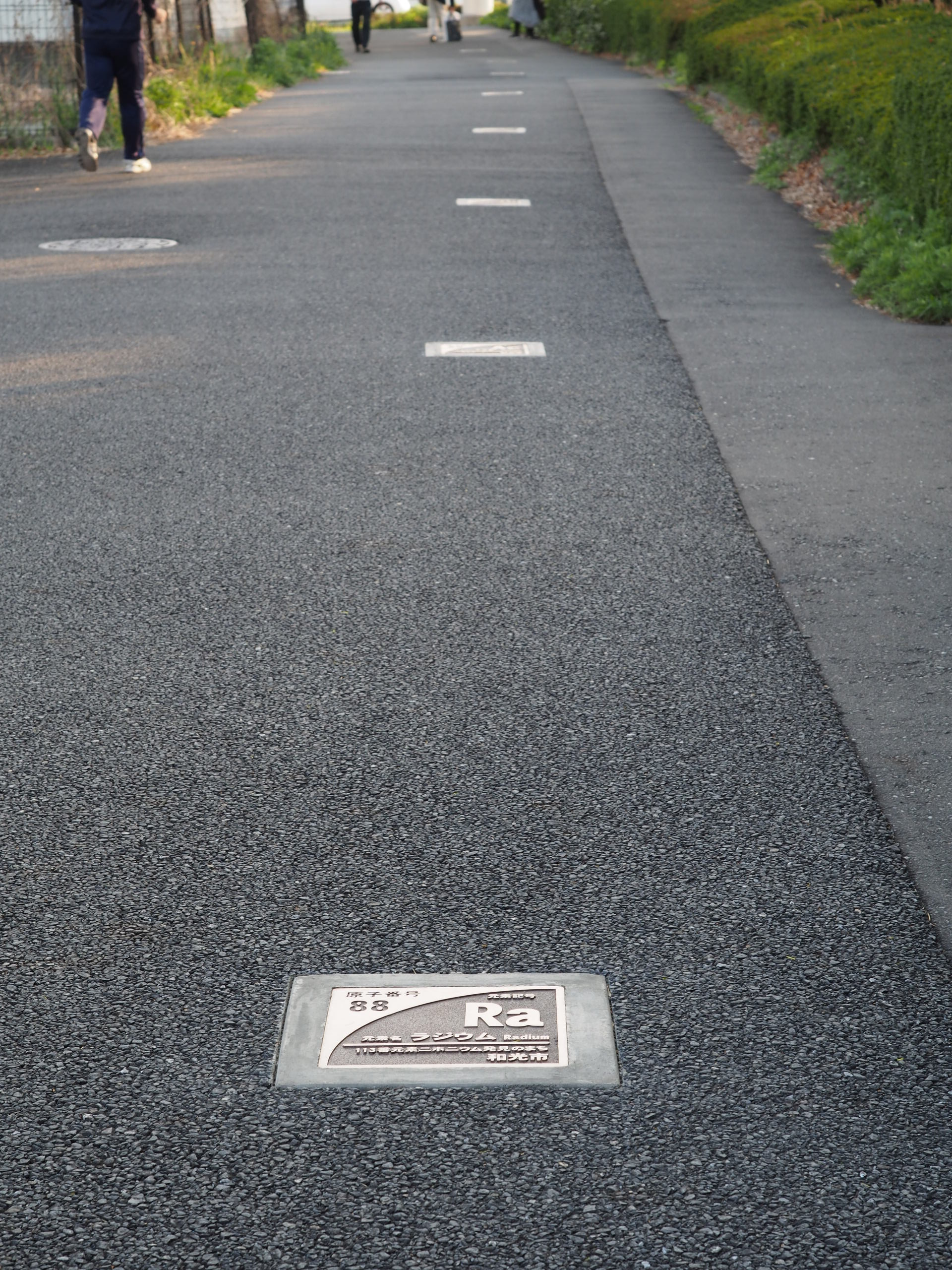
路面プレートは原子番号順に並んでいる
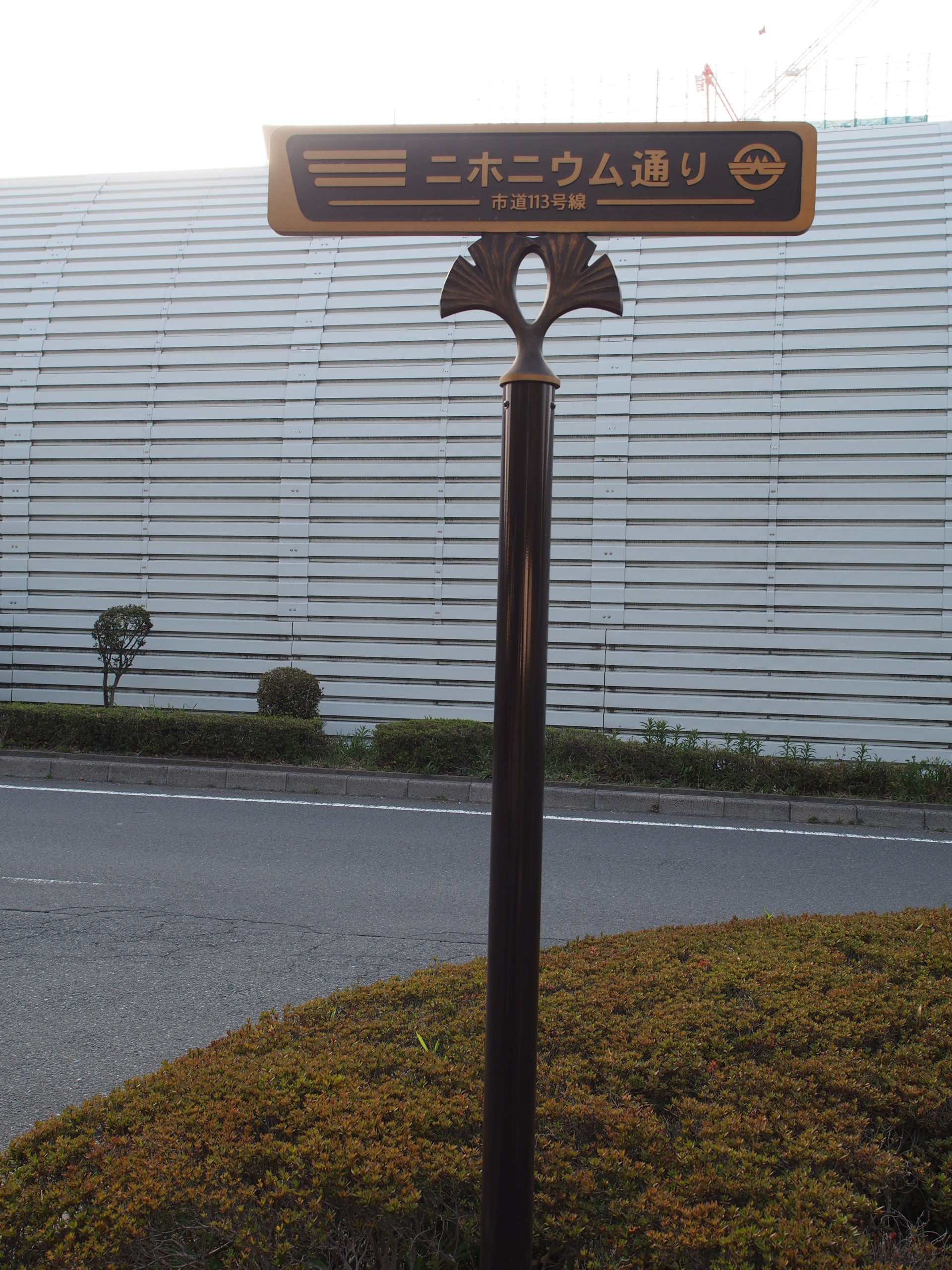
通り名標識
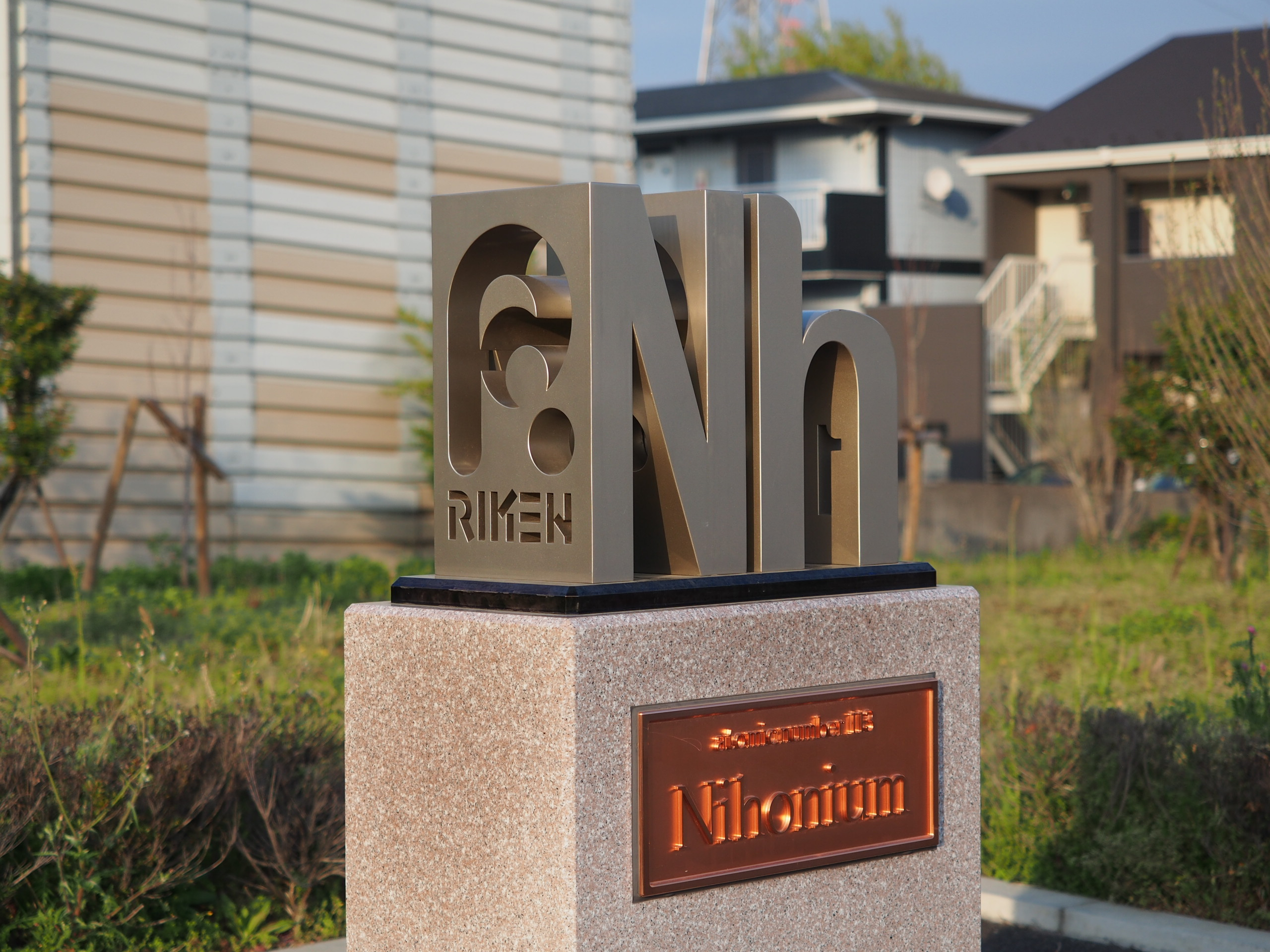
ニホニウム通り沿いにあるモニュメント